# Правляча партія
Правляча партія або керівна партія в демократичній парламентській, президентській або змішаній системі — це політична партія або коаліція, яка займає більшість виборних місць у парламенті (в парламентській системі) або очолює виконавчу владу (в президентській системі) і завідує державними справами після виборів.
У багатьох демократичних республіках, таких як, наприклад, Філіппіни, правлячою партією є партія обраного президента, яка відповідає за виконавчу гілку влади. У парламентських системах більшість у законодавчому органі також контролює виконавчу гілку влади, таким чином, не залишаючи можливості для супротивних партій одночасно займати виконавчу та законодавчу гілки влади. В інших системах, таких як президентська система американського типу, партія президента не обов'язково має більшість у законодавчому органі.
Термін «правляча партія» також використовується щодо партій в однопартійній системі, наприклад, КПК в Китайській Народній Республіці та щодо фактичних панівних партій в неліберальних демократіях, таких як Єдина Росія в РФ.